# Bakuny (rejon lidzki)
Bakuny (biał. Бакуны) – wieś na Białorusi, położona w obwodzie grodzieńskim w rejonie lidzkim w sielsowiecie berdowskim.